# برج فلسطين التجاري
برج فلسطين التجاري ناطحة سحاب تقع في مدينة البيرة بواقع 28 طابق وبمساحة 40 الف متر مربع ويبلغ ارتفاع البرج 96 متر ويحوي مواقف سيارات وفندق ومحلات تجارية وقاعات ومطعم.